# La Mente Maestra
La Mente Maestra es el nombre del primer álbum de estudio del productor puertorriqueño Nesty, el cual fue presentado por el dúo compatriota Wisin & Yandel. Fue lanzado al mercado el 11 de noviembre de 2008, bajo los sellos WY Records y Machete Music.
Contiene los famosos sencillos «Me estás tentando» interpretado por el dúo Wisin & Yandel y «Superhéroe»  de Alexis & Fido, así como colaboraciones de Tony Dize, Gadiel, Jayko, Franco El Gorila y Tico El Inmigrante.

## Lista de canciones
| N.º | Título                                                                               | Productor(es)           | Duración |  |
| 1.  | «Intro (Mete presión)» (Wisin & Yandel, Franco El Gorila, Jayko & Gadiel)            | Nesty, Víctor & Gómez   | 4:08     |  |
| 2.  | «Me estás tentando» (Wisin & Yandel)                                                 | Nesty, Víctor & Marioso | 3:49     |  |
| 3.  | «Sex» (Jayko)                                                                        | Nesty & Víctor          | 3:20     |  |
| 4.  | «Ella quiere» (Franco El Gorila)                                                     | Nesty & Víctor          | 2:30     |  |
| 5.  | «No te vayas» (Tony Dize)                                                            | Nesty, Víctor & Gómez   | 4:07     |  |
| 6.  | «Superhéroe» (Alexis & Fido)                                                         | Nesty & Víctor          | 4:27     |  |
| 7.  | «Desnudémonos» (Jayko)                                                               | Nesty, Víctor & Gómez   | 3:38     |  |
| 8.  | «Vamo' a hacerlo» (Yandel & Franco El Gorila)                                        | Nesty & Víctor          | 2:49     |  |
| 9.  | «Cositas macabras» (Gadiel)                                                          | Nesty & Víctor          | 2:44     |  |
| 10. | «Déjame hablar» (Wisin & Yandel)                                                     | Nesty, Víctor & Marioso | 3:26     |  |
| 11. | «Necesito tu calor» (Gadiel & Tico El Inmigrante)                                    | Nesty & Víctor          | 3:12     |  |
| 12. | «Más me pide» (Jayko)                                                                | Nesty & Víctor          | 3:12     |  |
| 13. | «Solos tú y yo» (Wisin & Yandel)                                                     | Nesty, Víctor & Marioso | 3:33     |  |
| 14. | «Hablan mal de mí» (Yandel)                                                          | Nesty & Víctor          | 3:23     |  |
| 15. | «Me estás tentando (Remix) (Bonus Track)» (Wisin & Yandel, Jayko y Franco El Gorila) | Nesty, Víctor & Marioso | 4:24     |  |

## Posicionamiento
| Listas (2008)                       | Posición |
| ----------------------------------- | -------- |
| U.S. Billboard 200                  | 65       |
| U.S. Billboard Top Latin Albums     | 1        |
| U.S. Billboard Top Rap Albums       | 6        |
| U.S. Billboard Comprehensive Albums | 69       |
| U.S. Billboard Latin Rhythm Albums  | 1        |
| México Album Charts                 | 1        |